# Gouvernementsberg

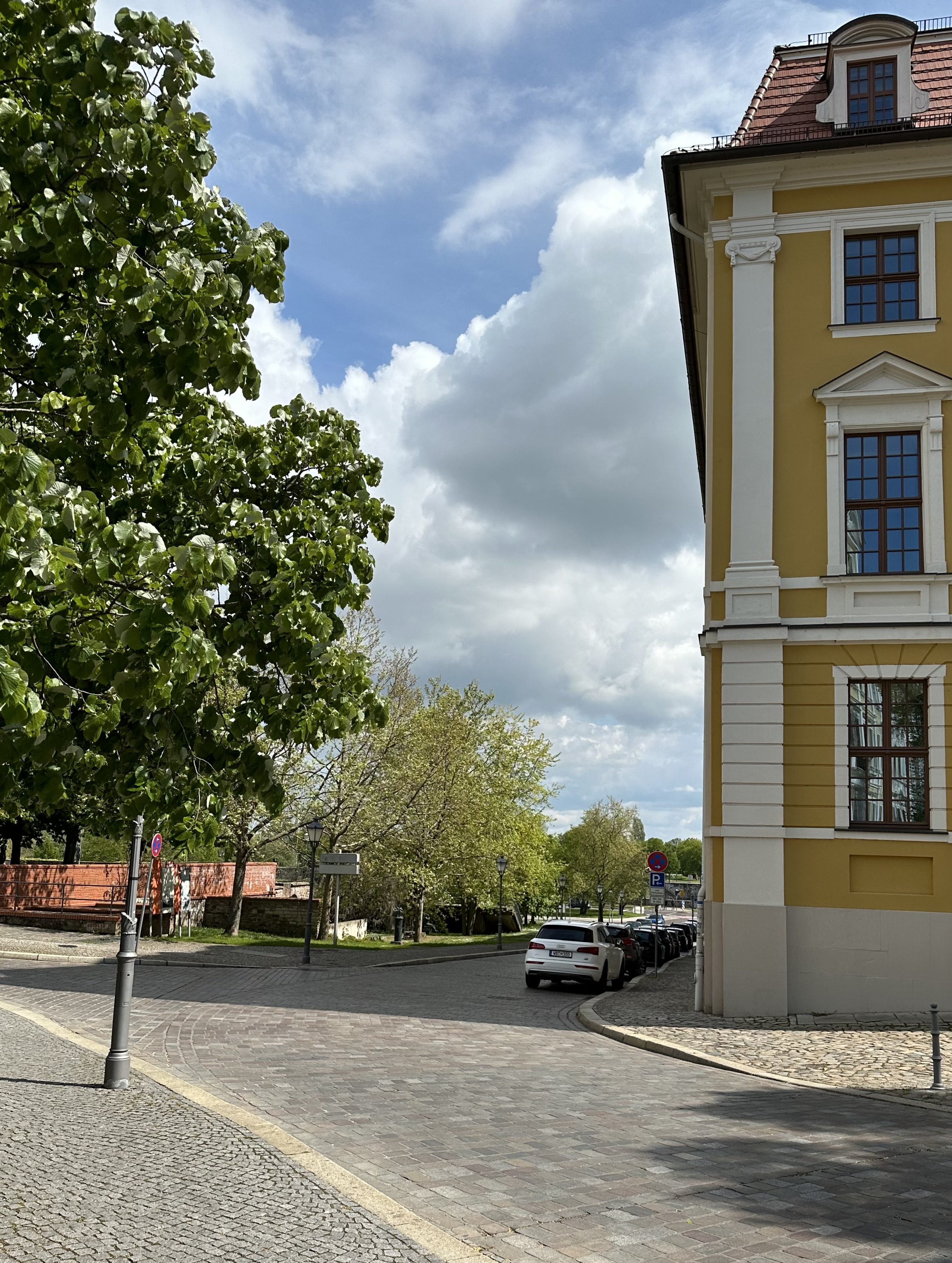
Blick von Westen auf das westliche Ende des Gouvernementsbergs, 2024

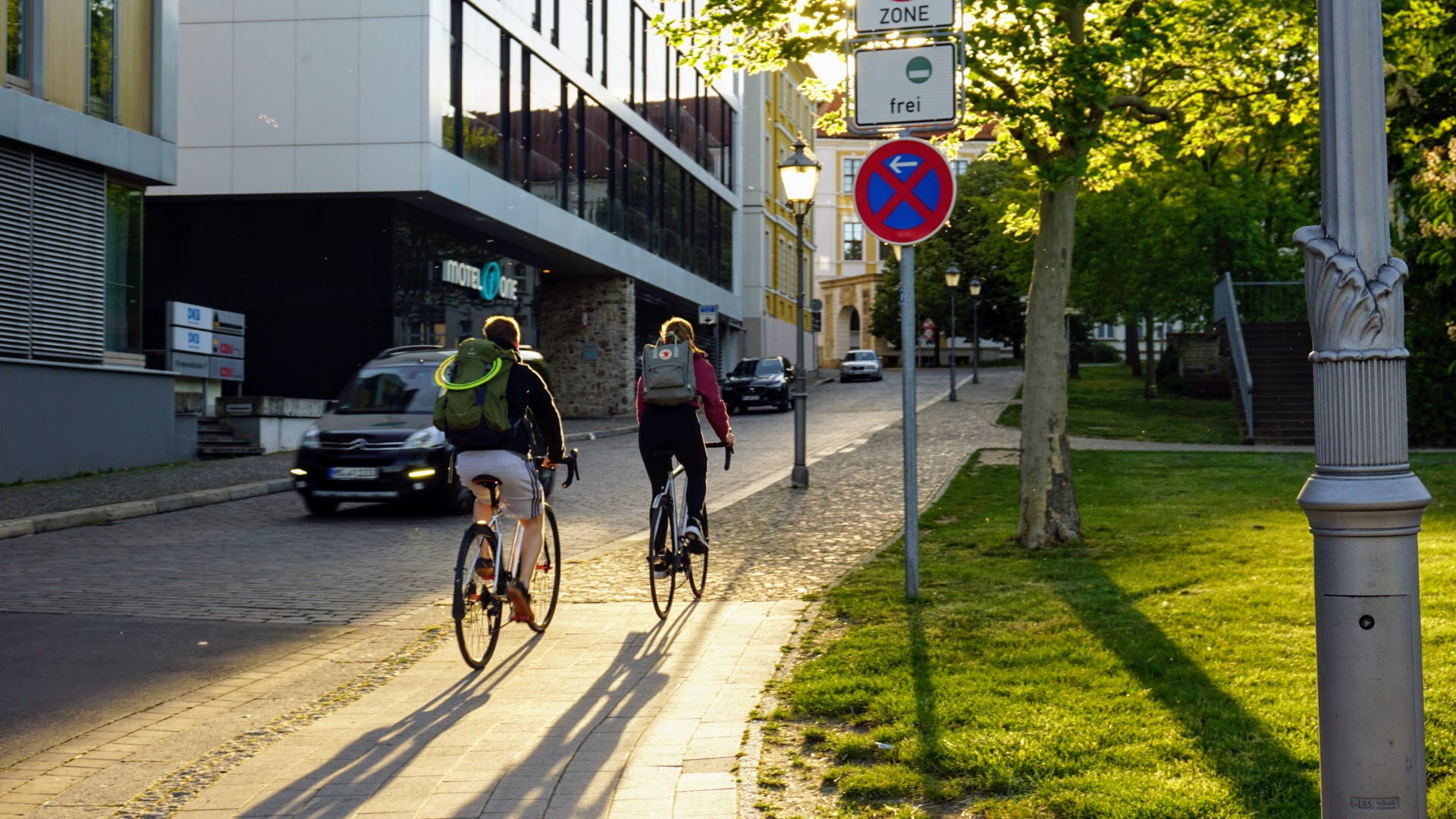
Blick von Osten, 2015

Der Gouvernementsberg ist eine Straße in Magdeburg in Sachsen-Anhalt.

## Lage und Verlauf
Die Straße befindet sich in der Magdeburger Altstadt. Sie beginnt an der nordöstlichen Ecke des Domplatzes, an der von Norden dort einmündenden Regierungsstraße und verläuft von hier aus abfallend nach Osten in Richtung Elbe. Nach etwa 100 Metern mündet sie dann auf die Fürstenwallstraße. Derzeit ist nur die Südseite bebaut.
Eine Hausnummerierung besteht derzeit nicht. Die aktuelle Bebauung gehört entweder zum Domplatz oder zur Fürstenwallstraße.
Historisch begann die Nummerierung mit der Nummer 1 an der nordöstlichen Ecke und verlief dann an der Nordseite aufsteigend bis zur Nummer 4. Auf der Südseite bestand etwa mittig im Straßenzug die Nummer 5 und östlich hiervon die Nummer 6. Im übrigen gehörten die Grundstücke der Südseite auch historisch bereits zum Domplatz oder zur Fürstenwallstraße.

## Geschichte
Es wird vermutet, dass die Straße als enge Gasse entstand, als das Kloster Unser Lieben Frauen im Jahr 1260 dem Domkapitel Magdeburg das spätere Grundstück Gouvernementsberg 4 schenkte, damit hier eine Kurie errichtet werden konnte. In der gleichen Zeit wurde auch an der östlichen Ecke der Straße (Gouvernementsberg 1) eine Kurie gebaut. Im Mittelalter gehörte der Bereich möglicherweise mit zum östlich gelegenen sogenannten Diebeshorn. Ab dem 16. Jahrhundert hieß die Straße, wie auch das südliche Ende der Fürstenwallstraße, Im Trillmännchen. Der Name ging auf das Kloster der Troilusbrüder, auch Hieronymuskloster genannt, zurück, das am südöstlichen Ende der Straße lag. In einem von Otto von Guericke nach der Zerstörung Magdeburgs im Jahr 1631 angefertigten Karte war die Gasse eingezeichnet, trug jedoch keinen Namen. 1642 wurde sie als Steinweg zwischen Domdechanei (Domplatz 5) und D. Bakens Hause (Gouvernementsberg 4) erwähnt. Mit der Einrichtung des Gouvernementhauses auf dem Grundstück Nummer 1 im Jahr 1716 durch den Gouverneur Fürst Leopold I. von Anhalt-Dessau wurde die Straße nach dem Fürsten als Fürstenstraße bezeichnet. Beim Abriss der Domdechanei wurde die Gasse verbreitert, indem 1725 ein Teil des Dekanatshofs dem Straßenraum zugeschlagen wurde. Ein um das am östlichen Ende ursprünglich befindliche Hieronymuskloster herumführender Weg, mündete zeitweise auf der Südseite auf den heutigen Gouvernementsberg ein, wurde jedoch wohl nach 1730 überbaut. Noch 1807 war der Name Fürstenstraße gebräuchlich. Erstmalig im Jahr 1817 wurde sie dann nach dem Gouvernementshaus (Gouvernementsberg 1) als Gouvernementstraße bezeichnet.
Während des Zweiten Weltkriegs wurde die Bebauung der Gouvernementstraße weitgehend zerstört, die Straße selbst blieb jedoch erhalten. Lediglich das Eckhaus zum Domplatz (Domplatz 5) blieb stehen. Zeitweise wurde die Straße durch das zerstörte Gelände behelfsmäßig nach Westen bis zum Breiten Weg verlängert. Mit der Wiederbebauung des Gebiets wurde diese Behelfslösung jedoch wieder aufgegeben. Nach dem Zweiten Weltkrieg wurde die Straße von Gouvernementstraße in Gouvernementsberg umbenannt. Die Bezeichnung Berg ist eine im nördlicher gelegenen Teil der Altstadt gebräuchliche Bezeichnung für zur Elbe hin abfallenden Straße. 
In der Zeit nach 1990 wurde die Südseite neu bebaut. Im westlichen Teil entstand der Ostflügel des Motel One, an der südöstlichen Ecke ein zur Fürstenwallstraße ausgerichtetes Bürogebäude. Seit 2022 besteht eine Diskussion zum Wiederaufbau des Dompredigerhauses (Gouvernementsberg 4), woraus sich eine teilweise Wiederbebauung der Nordseite ergeben würde.

## (Historische) Häuser des Gouvernementsbergs
Nachfolgend werden die Grundstücke des Gouvernementsbergs tabellarisch aufgeführt, wobei aufgrund der aktuell fehlenden Nummerierung auf die historische abgestellt wird. Dabei werden sowohl die aktuellen Grundstücke als auch ggf. davon abweichende historische Grundstücke benannt. Soweit diese sich überschneiden sind sie ungefähr räumlich zugeordnet. Historische Grundstücksnummern sind dabei mit (alt) gekennzeichnet. Aktuelle Hausnummern sind fett geschrieben.
| Hausnummer           | Name                  | Bemerkungen | Bild                             |
| -------------------- | --------------------- | --- | -------------------------------- |
| 1 (alt)              | Gouvernementgebäude   | siehe Hauptartikel | Gouvernementgebäude, 1927 · 2020 |
| 2a (alt)             |                       | 1632 und 1655 war Thomas Lüder Eigentümer. In der Zeit um 1670 gehörte es Lukas Kellner, um 1685 dann der Magister Dr. Bierling, der es an seinen Sohn vererbte. Von ihm erwarb es der Pastor von Frohse, Magister Christian Hesse. Er verkaufte es 1706 für 800 Taler an Baron Oberst von Lemath. Dann bewohnte das Haus Stadtmajor Bierwirth, Bauleiter der neuen Dompropstei Magdeburg, bis es schließlich abgerissen wurde. Das Grundstück wurde sodann zum benachbarten Grundstück Nummer 1 hinzugenommen. |                                  |
| 2 (alt)              |                       | Im Jahr 1631 lebte der Summissarius des Domkapitels im Haus. Danach gehörte es Sebastian Singeler. Um 1650 wurde es als gänzlich baufällig abgerissen. Es erscheint denkbar, dass das Grundstück dann mit zur Nummer 3 gehörte. Im Jahr 1687 hatte Magister Dr. Bierling auf dem Grundstück einen Garten eingerichtet. Im 18. Jahrhundert wurde der Bereich neubebaut. Bei einem Umbau des benachbarten Gouvernementgebäudes wurde das Haus beschädigt. Zu diesem Zeitpunkt gehörte es dem Kunstmaler Joh. Andreas Kirsten. |                                  |
| 3 (alt)              |                       | Auf dem Grundstück befand sich eine Kurie des Gangolphistifts. Bei der Zerstörung der Stadt im Jahr 1631 blieb das Gebäude erhalten. In diesem Jahr lebte im Haus der Kanonikus Hieronymus Tübing, um 1642 Kanonikus Schwarzlose, 1702 Kanonikus Neumann. Im Jahr 1703 wurde das Haus vom Kapitel der Stiftskurie an Anna Elisabeth Illmer, der Witwe des Amtmannes der Dompropstei Magdeburg Joachim Christoph Illmer, für eine Miete von jährlich 20 Talern auf drei Jahre vermietet. In der Zeit von 1714 bis 1717 war, für eine Miete von 26 Talern, der Briefträger Johann Michael Thamm Mieter. Es wird angenommen, dass das Haus klein und unansehnlich war. Laut dem Vertrag durfte Thamm nur einen Mieter aufnehmen. Um 1730 erwarb der Zimmermeister Eulenstedt die Stätte und errichtete hier ein neues Haus mit mehreren von ihm vermieteten Wohnungen. Von ihm erbte es die Witwe Anna Elisabeth, geborene Staabs und dann ihre Tochter, die mit dem Einnehmer Grape verheiratet war. 1758 veräußerte seine zweite Ehefrau das Haus an den Sekretär Ernst Karl Wessel. Der Regierungssekretär Ernst Christoph Wessel war im Jahr 1800 Eigentümer. |                                  |
| 4 (alt)              | Dompredigerhaus       | siehe Hauptartikel | Dompredigerhaus, 1927            |
| Domplatz 5           | Ehemalige Domdechanei | siehe Hauptartikel |                                  |
| Domplatz 5           | Ostflügel Motel One   | siehe Hauptartikel |                                  |
| 5a (alt)             |                       | Das Grundstück gehörte zunächst zur angrenzenden Domdechanei, wurde jedoch 1639 von dieser abgetrennt und dem Domherren Joachim Joh. von Gustedt zur Verfügung gestellt, der hier eine Domherrenkurie erbaute. Nachdem er am 7. April 1652 verstorben war, vereinigte man das Grundstück wieder mit der Domdechanei. |                                  |
| 5 (alt)              |                       | Vermutlich wurde das Haus erst in der Zeit nach 1730, im Zuge der von Fürst Leopold I von Anhalt-Dessau veranlassten Neubebauung der Vikarienstätten im sogenannten Trillmännchen, errichtet. Zuvor befand sich hier ein Weg, der um das östlich befindliche Hieronymuskloster herumführte und dann auf den heutigen Gouvernementsberg einmündete. Die Identität des Erbauers und der Bewohner im 18. Jahrhundert sind unklar. |                                  |
| 6 (alt)              |                       | Noch 1829 gehörte das Grundstück zum Haus Fürstenwallstraße 16. 1872 entstand hier dann ein Neubau. |                                  |
| Fürstenwallstraße 17 |                       | siehe Fürstenwallstraße |                                  |